# Kozlevčar
Kozlevčar je priimek več znanih Slovencev:
- Ivana (Kozlevčar) Černelič (*1932), jezikoslovka slavistka
- Jan Kozlevčar - Kozel, rock-metal glasbenik, knjižničar
- Janez Kozlevčar, amaterski igralec
- Jože Kozlevčar (1900-1980), esperantist, prevajalec
- Katja Kozlevčar, novinarka, urednica in modna stilistka
- Kim Kozlevčar, violončelistka
- Leopold Kozlevčar (1904-1988), zbiratelj umetnin in starin
- Maja Živec Kozlevčar, zdravnica spec. fizikalne in rehabilitacijske medicine
- Nino Kozlevčar (*1985)?, pevec, arhitekt
- Samo Kozlevčar, pevec, oblikovalec zvoka, arhitekt
- Tomaž Kozlevčar (*1956), pevec, skladatelj, zborovodja, aranžer
- Tone Kozlevčar (1914-1995), pevec baritonist